# Liebe ohne Zwirn und Faden
Liebe ohne Zwirn und Faden ist eine US-amerikanische Musicalkomödie aus dem Jahre 1934 unter Regie von William Dieterle und mit Musiknummern von Busby Berkeley. Der Film basiert auf der Kurzgeschichte The Fashion Plate von Harry Collins und Warren Duff. 

## Handlung
Das Immobiliengeschäft des New Yorkers Sherwood Nash geht in der Great Depression pleite. Wenig später begegnet er der erfolglosen Kleiderdesignerin Lynn Mason, deren Entwürfe ihm eine Idee bringen: Zusammen mit Lynn und seinem Geschäftspartner Snap vertickt er fortan billige Kopien von teuren Pariser Designerkleidern. Der problemlose Erfolg ist aber nicht von langer Dauer, denn die Besitzer der luxuriöseren Kleidergeschäfte in New York kommen hinter Sherwoods zwielichtige Geschäfte. Daraufhin bietet Sherwood den Geschäftebesitzern an, nach Paris zu reisen und dort für sie Kopien der exklusiven Kleider zu machen. Heimlich stimmt ihm jeder der Geschäftsinhaber zu. In Paris angekommen, sind die Kleider allerdings so gut geschützt, dass Sherwood und Lynn nicht an sie herankommen.
Lynn erfährt, dass Oscar Baroque – einer der berühmtesten Modeschöpfer – seine Ideen stets aus alten Kostümbüchern bekommt. Lynn macht ihm diese Arbeitsweise nach und Sherwood unterschreibt die Entwürfe jeweils mit dem Namen eines berühmten Modeschöpfers, dann verkaufen sie die Entwürfe an die New Yorker Geschäfteinhaber. Unterdessen schmiedet Sherwood weitere Pläne, denn er erkennt in der sogenannten „Herzogin“ – der Begleiterin von Oscar Baroque – seine alte Jugendfreundin Mabel aus Hoboken. Sherwood hat die falsche Herzogin nun so in der Hand, dass sie auf seinen Befehl Oscar überzeugt, für eine Musikrevue mit ihr in der Hauptrolle die Kostüme zu entwerfen. Diese will Sherwood dann kopieren. Zudem eröffnet er das große Modehaus Maison Elegance, dass mit Baroques Geschäft konkurrieren soll.
Lynn ist von Sherwoods ständigen Betrügereien angewidert, obwohl sie ihn eigentlich liebt. Sie überlegt ihn für den Klavierspieler Jimmy zu verlassen, der in sie verliebt ist. Lynn ist sich sicher, dass es nur eine Frage der Zeit ist, bis die Polizei Sherwood verhaftet. Und tatsächlich entdeckt Baroque die kopierten Entwürfe seiner Kollektion, die Sherwood in New York verkauft. Er wird verhaftet, während Lynn ihn für Jimmy verlässt. Sherwood bittet um einen Nachmittag in Freiheit, um alles wieder in Ordnung zu bringen. Er besucht die Hochzeit zwischen Baroque und der „Herzogin“. Sherwood enthüllt Baroque die wahre Identität seiner soeben geheirateten Herzogin, woraufhin er die Anklage gegen ihn fallen lässt, um einen Skandal um die falsche Herzogin zu vermeiden. Dann verkauft Sherwood seinen Geschäftsladen Maison Elegance an Baroque. Er kann auch Lynn im letzten Moment dafür gewinnen, mit ihm gemeinsam nach Amerika als Paar zurückzukehren – er muss ihr allerdings versprechen, die Betrügereien in Zukunft zu unterlassen.

## Hintergrund
Der Film wurde ab dem 15. November 1933 in den Warner Bros. Studios Burbank gedreht. Die Uraufführung erfolgte am 18. Januar 1934 im Hollywood Theatre, New York. Allgemeiner Kinostart war am 7. Februar 1934.
Die für den Film besonders wichtigen Kostüme wurden von Orry-Kelly entworfen; die Musik des Filmes wurde vom Warner-Brothers-Orchester unter Leitung von Leo F. Forbstein eingespielt; Jack Okey und Willy Pogany waren für das Szenenbild zuständig. Die Songs wurden von Sammy Fein geschrieben, während Irving Kahal sich für den Text dieser verantwortlich zeigte. In kleinen, im Abspann unerwähnten Nebenrollen treten unter anderem Hobart Cavanaugh (Erfinder auf Schiff), Jane Darwell (Ladenkundin), Martin Kosleck (Tanzdirektor) und Arthur Treacher (Butler der Herzogin) auf.
Im deutschen Fernsehen feierte Liebe ohne Zwirn und Faden erst am 24. Dezember 1997 seine Premiere. Hierfür entstand eine deutschsprachige Synchronfassung, in der Helmut Gauß William Powell seine Stimme leiht.

## Kritiken
Das Lexikon des internationalen Films schrieb: „Starbesetzte, mitreißende Musical-Komödie mit einer großartigen Choreografie von Busby Berkeley.“ Prisma urteilte ebenfalls positiv: „Nach einer Erzählung von Harry Collins und Warren Duff inszeniert, zeigt diese spritzige Komödie Bette Davis das erste und einzige Mal an der Seite von William Powell, die hier gekonnt das Betrügerpärchen geben.“ Cinema zog als Fazit: „Amüsant, mit tollen Busby-Berkeley-Choreografien.“ Leonard Maltin sah den Film als „trivial, aber erfreulich“, die Besetzung sei „fein“ und die Busby-Berkeley-Nummer Spin a Little Web of Dreams sei „großer Spaß“.